# Подолки (Липоводолинский район)
Подолки (укр. Поділки) — село,
Подолковский сельский совет,
Липоводолинский район,
Сумская область,
Украина.
Код КОАТУУ — 5923284401. Население по переписи 2001 года составляло 769 человек.
Является административным центром Подолковского сельского совета, в который, кроме того, входят сёла
Великая Лука,
Весёлая Долина,
Коломийцева Долина и
Потопиха.

## Географическое положение
Село Подолки находится на берегу реки Грунь в месте впадения в неё реки Лозовая,
выше по течению на расстоянии в 1,5 км расположено село Великая Лука,
ниже по течению на расстоянии в 1 км расположено село Синевка.
Через село проходит автомобильная дорога Т-1913.

## История
- Село Подолки основано в XVII веке.

## Экономика
- «Подолье», ООО.
- «Райснаб», ООО.

## Объекты социальной сферы
- Школа I—III ст.
- Фельдшерско-акушерский пункт.